# Patricio Olavarría
Patricio Olavarría, periodista y político demócrata español.
Abogado nacido en Roa (Burgos), el 1 de mayo de 1840 comenzó a publicar el periódico La Revolución en Madrid, dirigido por él; se identificaba con el liberalismo
exaltado. Combatían la Monarquía y reclamaban la extensión de los derechos políticos y
el sufragio universal y directo, pero el periódico fue suspendido al sexto día de publicación. El 10 de junio su director lo sacó con otro título, El Huracán; este logró publicarse hasta enero de 1842, y en él Olavarría y algunos redactores de nota como Romualdo Lafuente, defendieron la desamortización de Álvaro Flórez Estrada, la máxima soberanía nacional (limitación de facultades de la Corona y la Regencia), el sufragio universal masculino, el derecho de asociación (para los que carecen de él, es decir, el pueblo llano, obreros y campesinos), el Estado Federal (las máximas facultades de autogobierno para las regiones, excepto en Relaciones Internacionales y Defensa).
- Datos: Q6066747